# Gerhard Matthäus Wallacher
Gerhard Matthäus Wallacher (* 12. Oktober 1744 in Frankfurt am Main; † 24. November 1806 ebenda) war ein Frankfurter Jurist und Politiker.
Wallacher studierte ab dem 20. April 1762 an der Universität Tübingen, ab dem 27. Oktober 1765 an der Universität Göttingen und ab dem 9. April 1767 an der Universität Gießen Rechtswissenschaften und wurde in Gießen zum Dr. jur. promoviert. 1767 wurde er Advokat in Frankfurt. Im Rechtsstreit um die Alte Häringshock vertrat er das Bauamt als advocatus fisci. Anwalt der Gegenseite war Goethes Onkel Johann Jost Textor. Wallacher heiratete 1775 Maria Susanne geborene Schmid 1750–1817.
Am 1. Oktober 1784  wurde er Mitglied im Rat der Reichsstadt Frankfurt. 1800 bis 1801 war er Jüngerer Bürgermeister. Im Jahr 1802 stieg er zum Schöff auf.
Er war Freimaurer in der Frankfurter Loge zur Einigkeit.